# Physical Review B
Physical Review B: Condensed Matter and Materials Physics (també coneguda com PRB) és una revista científica revisada per parells, publicada per l'American Physical Society (APS). L'editor de PRB és Stephen E. Nagler. Forma part de la família de revistes Physical Review. L'actual editor en cap és Randall Kamien. Actualment, PRB publica més de 4500 articles a l'any, cosa que la converteix en una de les revistes de física més grans del món.

## Àmbit
El focus d'aquesta revista se centra en els nous resultats en física de la matèria condensada, que inclou una gran varietat d'àrees temàtiques, com ara semiconductors, superconductivitat, magnetisme, estructura, transicions de fase, ferroelèctrics, sistemes no ordenats, líquids, sòlids quàntics, superfluidesa, estructura electrònica., cristalls fotònics, sistemes mesoscòpics, superfícies, cúmuls, fulerens, grafè, nanociència, etc.

## Història
PRB es va crear el 1970 quan la Physical Review original (fundada el 1893) es va subdividir en Physical Review A, B, C i D, basant-se en la matèria. Peter D. Adams va ser l'editor des dels inicis fins al 2012, quan Laurens W. Molenkamp es va fer càrrec. El 2023 Stephen E. Nagler va substituir Molenkamp. Anthony M. Begley és actualment l'editor en cap.

## Característiques
PRB té una reputació entre els físics professionals per publicar articles llargs i útils sobre física. També conté articles breus (quatre pàgines) a la seva secció Cartes, abans anomenada Comunicacions ràpides, dissenyats per a investigacions prou importants com per merèixer un tractament especial i una publicació ràpida. La revista es pot cercar gratuïtament a través de PROLA. Els títols i els resums es poden veure lliurement, però cal una subscripció a una revista per llegir el text complet dels articles. El PRB i les altres revistes d'APS estan disponibles totalment gratuïtament a moltes biblioteques públiques dels EUA.